# Sensible Software
Sensible Software era un'azienda britannica nota negli anni novanta per lo sviluppo di videogiochi innovativi ed estremamente popolari, come Sensible Soccer, Wizball e Cannon Fodder.

## Storia
La società venne fondata nel 1986 a Chelmsford nell'Essex da due amici che si erano conosciuti a scuola; Jon Hare e Chris Yates. I due, dopo aver formato un gruppo musicale, lavorarono per nove mesi presso la LT Software di Basildon, per la quale realizzarono il loro primo titolo, la conversione per ZX Spectrum di Sodov the Sorcerer. Tornarono a lavorare insieme con Twister: Mother of Charlotte per Spectrum, sempre per conto della LT, ma uscito con il marchio System 3; qui apparve il nome Sensible Software, ma solo come firma nascosta. Visti i ridotti guadagni ottenuti tramite la LT, decisero di avere le potenzialità per creare una propria società e nel marzo del 1986 fondarono la Sensible Software. Ottennero subito un accordo con l'editore Ocean Software e uscì il primo vero titolo della Sensible, Parallax per Commodore 64.
Seguì Galax-i-Birds per C64, un gioco a basso costo a tema demenziale, dove apparve ufficialmente per la prima volta il nome Sensible Software. Il primo grande successo arrivò con Wizball per C64, in seguito definito "gioco del decennio" dalla rivista Zzap64, e convertito per molte altre piattaforme. Un altro successo si ebbe con l'insolito programma di sviluppo Shoot'Em-Up Construction Kit (noto anche come S.E.U.C.K.).
Nel 1988 il musicista Martin Galway entrò a far parte della società. Nell'estate venne distribuito Microprose Soccer, il loro primo videogioco calcistico. Galway nel 1990 abbandonò la società per entrare a far parte della Origin Systems. Dopo poco la società abbandonò le macchine a 8 bit per le più potenti a 16 bit, come i computer Amiga e Atari ST. Per queste macchine, il primo titolo sviluppato fu International 3D Tennis, uno strano titolo tennistico con grafica vettoriale. Seguirono Mega Lo Mania, Sensible Soccer e Cannon Fodder, diventati classici per queste piattaforme e convertiti con alterni successi per computer e console.
Ciononostante, l'azienda andò incontro ai primi problemi seri, poiché aveva firmato un contratto con la Mirrorsoft per la pubblicazione dei tre giochi sopra citati, ma in seguito all'improvvisa morte dell'editore Robert Maxwell (caduto dal suo yacht il 5 novembre 1991) la Mirrorsoft ebbe gravi difficoltà. La Sensible riuscì faticosamente a recuperare la proprietà intellettuale dei giochi per proporli ad altri editori; Sensible Soccer andò alla Renegade Software e Cannon Fodder alla Virgin Games.
La società recuperò anche grazie al successo del seguito calcistico Sensible World of Soccer. Tuttavia non riuscì mai ad adeguarsi alle macchine di nuove generazione che permettevano l'utilizzo di grafica tridimensionale e, sebbene la società avesse un nome noto e importante nei computer Amiga e Atari ST, non riuscì mai a sfondare su Windows e PlayStation, sebbene fu effettuato un tentativo di conversione verso la grafica tridimensionale con Sensible Soccer '98, poco riuscito. Jon Hare attribuisce questo fallimento alle piccole dimensioni dell'organico dell'azienda, allora di soli 6 sviluppatori, inadatto alle esigenze delle nuove tecnologie.
Infine nel 1999 la società venne venduta all'editore Codemasters che comunque, con la collaborazione di Jon Hare, pubblicò alcuni aggiornamenti dei classici Sensible Software e Cannon Fodder.

## Lista dei giochi
| Anno | Titolo                                                 | Piattaforma (escluse conversioni fatte da altri)                       |
| ---- | ------------------------------------------------------ | ---------------------------------------------------------------------- |
| 1986 | Twister: Mother of Charlotte (non accreditato)         | ZX Spectrum                                                            |
| 1986 | Galax-i-Birds                                          | C64                                                                    |
| 1986 | Parallax                                               | C64                                                                    |
| 1987 | Wizball                                                | C64, ZX Spectrum                                                       |
| 1987 | S.E.U.C.K.                                             | C64, Amiga                                                             |
| 1988 | Oh No!                                                 | C64                                                                    |
| 1988 | Microprose Soccer                                      | C64, ZX Spectrum                                                       |
| 1990 | International 3D Tennis                                | C64, ZX Spectrum, Amiga, ST                                            |
| 1990 | Insects in Space                                       | C64                                                                    |
| 1990 | Mega Lo Mania                                          | Amiga, ST, Mega Drive, SNES, DOS                                       |
| 1992 | Wizkid                                                 | Amiga, ST                                                              |
| 1992 | Sensible Soccer                                        | Amiga, ST, DOS, SNES                                                   |
| 1992 | Sensible Soccer International Edition                  | Amiga, ST, CD32                                                        |
| 1992 | Sim Brick                                              | Amiga (allegato alla rivista Amiga Power, una parodia della serie Sim) |
| 1993 | Sensible Soccer 92/93                                  | Amiga, ST                                                              |
| 1993 | Cannon Fodder                                          | Amiga, ST, DOS, Archimedes                                             |
| 1994 | Cannon Fodder 2                                        | Amiga, DOS                                                             |
| 1994 | Sensible Golf                                          | Amiga, DOS                                                             |
| 1994 | Sensible World of Soccer                               | Amiga, DOS                                                             |
| 1995 | Sensible World of Soccer 95/96                         | Amiga, DOS                                                             |
| 1995 | Sensible Train Spotting                                | Amiga (allegato alla rivista Amiga Power)                              |
| 1996 | Sensible World of Soccer European Championship Edition | Amiga, DOS                                                             |
| 1996 | Sensible World of Soccer 96/97                         | Amiga, DOS                                                             |
| 1998 | Sensible Soccer 98                                     | DOS, Windows 9x                                                        |
| 1999 | Sensible Soccer 98 European Club Edition               | PlayStation, Windows 9x                                                |
| 2000 | Cannon Fodder                                          | Game Boy Color                                                         |